# Sishiatl
Sishiatl (Seechelt, Sechelt; Siciatl), pleme Salishan Indijanaca nastanjeno u Britanskoj Kolumbiji, Kanada,  na Jervis i Seechelt Inletu, otoku Nelson Island i južnim dijelovima otoka Texada, a danas na rezervatu na poluotoku Sechelt.

## Jezik
Jezik sechelt govori se na u obalnom području Britanske Kolumbije, a domorodački mu je naziv ʃáʃíʃáɬɵm s praktičnim izgovorom Shashishalhem. 

## Ime
Naziv Seechelt ili Sechelt ( 'land between two'  waters) dolazi od domorodačkog Siciatl /c = eng. sh/, koji se kod Comoxa javlja u obliku Niciatl. Anglizirani oblik Sechelt dolazi iz jezika Comox Indijanaca ʃíʃáɬ, imena dijelu poluotoka Sechelt.

## Lokalne skupine
Sishiatli se sastoje od 4 lokalne skupine od kojih su Skaiakos i Tuwanek pravi Sishiatli, a druge dvije Kunechin s Jervis Inleta i Tsonai s Deserted Baya porijeklom od Kwakiutla iz Fort Ruperta. 

## Etnografija
Sishiatli su sjedilački Indijanci koji se bave prvenstveno ribolovom. Socijalno, postojale su tri kaste ili klase: poglavice, plemići i donja klasa, kojoj pripadaju i robovi, a poglavito su ratni zarobljenici. Njihovi potomci ne moraju se nadati rangu slobodnog čovjeka. 
Kod Sishiatla, po svemu sudeći, nije bilo tajnih društava koja čine veoma važan faktor u životu drugih plemena Sjeverozapadnih Indijanaca. Potlatch je prakticiran, a i šamani oba spola imali su velik utjecaj. Potomstvo se računalo po muškoj liniji a poliginija uobičajena. 
Sishiatli su tipično Sjeverozapadnoj obali vješti drvorezbari. Ispred kuća podižu visoke rezbarene stupove, prema Mooneyu, prije komemorativni nego totemski. Religija je animizam s regulacijom mnogih postavljenih tabua. Glavna božanstva su sunce i "Great Wanderer". Svoje mrtve sahranjuju u rezbarenim drvenim sanducima postavljenim iznad tla.

## Populacija
Populacija je 1780., prema Mooneyu, iznosila oko 1,000. Hill-Tout (1902.) navodi da ih ima 325, a najmanja je bila 1909., svega 244. Prvih godina 2000.-te ima ih nešto preko 1,000. 

## Vanjske poveznice
- Sechelt Territories  Arhivirana inačica izvorne stranice od 29. rujna 2010. (Wayback Machine)
- Sechelt Indians
- Sechelt  Arhivirana inačica izvorne stranice od 9. listopada 2007. (Wayback Machine)
- The Sechelt Language
- Sechelt, British Columbia  Arhivirana inačica izvorne stranice od 30. listopada 2007. (Wayback Machine)